# Bionic Commando (2009)
Bionic Commando är ett plattformsspel och uppföljare till Bionic Commando till NES från 1987 och Bionic Commando Rearmed från 2008. Spelet utvecklades och utgavs av Capcom i samarbete med svenska Grin.

## Handling
Spelet utspelar sig tio år efter NES-spelet, där spelaren har rollen som Nathan Spencer och man rör sig i den fiktiva staden Asciension City. Nathan Spencer blir förrådd av sin egen regering och sätts falskt anklagad i fängelse. Innan hans avrättning sker dock en stor explosion som förintar staden. Spencer är nu fri, men han måste försöka rentvå sitt namn.